# Rożnowo (województwo wielkopolskie)
Rożnowo – wieś sołecka w Polsce położona w województwie wielkopolskim, w powiecie obornickim, w gminie Oborniki. Największa wieś gminy Oborniki.
W latach 1975–1998 miejscowość położona była w województwie poznańskim.

## Historia
Wieś pierwotnie związana była z Wielkopolską. Ma metrykę średniowieczną i istnieje co najmniej od drugiej połowy XIV wieku. Wymieniona została w łacińskim dokumencie z 1387 jako "Rosznovo", 1388 "Rosznowo", 1388 "Rosnowo", 1396 "Roznowo", 1408 "Roznovo", 1453 "Roschnowo", 1503 "Rossnowo", 1508 "Roschnovo", 1509 "Roschnowo", 1553 "Rozhnowo".
Tereny, na których powstała wieś były jednak zasiedlone znacznie wcześniej niż zachowane zapisy historyczne. Archeolodzy znaleźli 1,5 km na północny zachód od wsi fragmenty naczyń z okresu od IX do połowy XIII wieku oraz późniejsze.
Początkowo wieś należała do opola chojnickiego z siedzibą w Chojnicy, które było reliktem opola - przedpaństwowej wspólnoty rodowo-terytorialnej, a w późniejszym okresie stało się administracyjnym podokręgiem kasztelanii. W 1388 Rożnowo zostało odnotowane w granicach tego opola.
Miejscowość była początkowo wsią szlachecką należącą do lokalnej szlachty wielkopolskiej z rodu Skockich, Objezierskich, a potem Rożnowskich, którzy od nazwy wsi przyjęli odmiejscowe nazwisko. Później właścicielami byli także Mylińscy i Jabłowscy. W 1470 wieś leżała w powiecie poznańskim województwa poznańskiego w Koronie Królestwa Polskiego. Od 1456 była siedzibą własnej parafii. W 1510 należała do dekanatu Oborniki.
Pierwsze informacje o wsi pochodzą z zapisów sądowych z końca XIV wieku. W latach 1387-1390 jako właściciel we wsi występuje Janusz Skocki, który przyjął odmiejscowe nazwisko od wsi Skoki w powiecie gnieźnieńskim. W 1387 prowadził on spór sądowy o wieś z Sędziwojem Objezierskim. W wyniku procesu woźny sądu ziemskiego oświadczył, że Skocki nie stawił się na sprawie, by okazać w celu dokonania podziału zboża znajdującego się w Rożnowie. Odnotowano także, że Janusz najechał Rożnowo z 60 osobami niższego stanu i je wymłócił. W latach 1387-1390 Janusz toczył kolejne procesy: w 1387 z Janem Gołaskim i Janem Radło, w 1388 z Sędziwojem Objezierskim synem Mikosza. W 1390 z Mirosławem z Rożnowa o połowę wsi Rożnowo.
W 1403 była dziedziczka rożnowska Wichna toczyła spór sądowy z Jaśkiem Żernickim z Żernik, który dowodził, że ręczył za Wichnę oraz za jej syna za to, że nie będą oni nękać Jaśka Radły oraz jego brata o część Rożnowa, którą od niej kupili. W 1403 toczyła ona bowiem sądowy spór o 1/4 wsi Rożnowo z jednym z właścicieli we wsi - Jaśkiem Radło. W 1408 król polski Władysław II Jagiełło zezwolił Jaśkowi Radło i jego braciom Pawłowi, Janowi oraz innemu Janowi na wybudowanie młyna oraz młyńskiego stawu rybnego w Rożnowie na rzece Wełnie, pomiędzy łąkami mieszczan z Obornik a rzeką zwaną dawniej "Oskobłok", a która obecnie zwie się Flinta. Król użyczył im też należącego do niego brzegu rzeki Wełny w celu zbudowania tamy.
W latach 1428-1470 właścicielem wsi był Jasiek z Rożnowa syn Jaśka Radły oraz Heleny. Właściciel odnotowany został w kilku XV wiecznych sprawach majątkowych. W 1454 w czasie wojny trzynastoletniej, toczonej pomiędzy Koroną Królestwa Polskiego, a państwem zakonu krzyzackiego, Jasiek, dziedzic rożnowski, wzięty został do niewoli w bitwie pod Chojnicami. W 1462 jego żona Małgorzata wraz ze swym niedzielnym synem Janem sprzedała z zastrzeżeniem prawa wykupu Janowi Ninińskiemu zwanemu "Nathola" 11 łanów osiadłych w Rożnowie za 50 złotych węgierskich. W 1470 Jasiek Radło z Rożnowa zapisał swojej żonie Małgorzacie po 60 grzywien posagu oraz wiana na dwóch częściach swojej części wsi Rożnowo.
Miejscowość odnotowały także historyczne rejestry podatkowe dzięki którym znamy stosunki własnościowe we wsi. W 1508 miał miejsce pobór od 12 łanów, dwóch karczm po 6 groszy. Z części należącej do Jana Rożnowskiego pobrano podatki od 6 łanów oraz karczmy, a z części Mikołaja Rożnowskiego od 5 łanów. W 1509 miał miejsce pobór z części Jana Rożnowskiego od 4 łanów i 3 grosze od karczmy, z części Wawrzyńca od 12 łanów, a z części pani Mikołajowej Rożnowskiej od 5 łanów. W 1510 pobór odbył się z części Mikołaja od 4 łanów, z części Wawrzyńca od 12 łanów oraz 3 grosze od karczmy, a z części Jana od 4 łanów i 3 groszy oraz od karczmy. W 1510 wieś należała do 4 dziedziców. Było w niej 22 łany osiadłe, 10 łanów opuszczonych. Jan Świnia uprawiał 4 łany opuszczone, Katarzyna uprawiała 3,5 łana opuszczonego, Wawrzyniec Rożnowski uprawiał 2 łany opuszczone, a Wojciech Niemiec (oryg. "Myemyecz") uprawiał 0,5 łana. We wsi były także dwa łany sołeckie. W 1553 pobór odbył się z części Tomasza Rożnowskiego od 10 łanów, od karczmy, młyna wodnego o dwóch kołachwodnych. Z części należącej do Macieja Rożnowskiego pobrano podatki od dwóch łanów, z części Jana Rożnowskiego od 2 łanów oraz od karczmy, z części należącej do Kaspra Rożnowskiego od jednego łana, a z części Andrzeja Mylińskiego od 5 łanów. W 1563 pobór z części Jana i Wawrzyńca synów Jana Rożnowskiego od 6 łanów oraz karczmy dorocznej. Z części należącej do Doroty wdowie po Bartłomieju pobrano podatek od 2 łanów. Z części Tomasza Rożnowskiego pobrano podatki od 11 łanów i karczmy dorocznej, a z części Jana Piczka od jednego łana i młyna zwanego "Rożnowski Młyn" o dwóch kołach wodnych. W 1577 pobór zapłacili: Jan Rożnowski oraz Jadwiga Rożnowska. W 1580 pobrano podatki z części Wojciecha Rożnowskiego od dwóch zagrodników, a z części Wacława Jabłowskiego od 11 łanów i dwóch zagrodników. Z części Jana Rożnowskiego pobrano od 2 półłanków, 5 zagrodników i owczarza od 15 owiec. Natomiast z części Stanisława Rożnowskiego pobrano podatki z jednego łana i 3 zagrodników, z części Wawrzyńca Rożnowskiego od 5 łanów i dwóch zagrodników. W 1628 wieś Rożnowo liczyła 21 łanów osiadłych oraz 10 opuszczonych. Były w niej też dwa łany plebańskie oraz opuszczony młyn zbożowy.
Pierwszy kościół istniał na pewno przed rokiem 1399 i został zburzony w czasie potopu szwedzkiego. Wskutek II rozbioru Polski w 1793, miejscowość przeszła pod władanie Prus i jak cała Wielkopolska znalazła się w zaborze pruskim.
W latach 1939–1945, w czasie okupacji niemieckiej, w okolicznych lasach Rożnowskich dokonano masowych egzekucji ok. 12 000 Polaków z województwa poznańskiego oraz Bydgoszczy, w tym ok. 1030 pacjentów Zakładu Psychiatrycznego w Owińskach i księży katolickich.

## Zabytki
Najcenniejszym zabytkiem wsi jest barokowy kościół pod wezwaniem św. Katarzyny z roku 1798. W ołtarzu mieści się XVII-wieczny obraz świętej Anny Samotrzeciej, słynący z wielu łask. Przy kościele spoczywa Franciszek Bronisław Mickiewicz. Proboszczem parafii od 2014 roku jest ks. Przemysław Prętki.

## Oświata
W Rożnowie znajduje się Zespół Szkół im. Franciszka Mickiewicza, obejmujący szkołę podstawową i gimnazjum. Do szkoły uczęszczają dzieci i młodzież z Rożnowa, Kowanówka, Marszewca, Łukowa i Pacholewa. Funkcję dyrektora piastuje (od 2019 r.) Grażyna Przybył.

## Sport
Rożnowski Klub Sportowy „Rożnovia Rożnowo” znajduje się w sezonie 2023/2024 w klasie okręgowej, gr. wielkopolskiej I.

## Urodzeni w Rożnowie
Z Rożnowa pochodzili:
- Mikołaj Skrzetuski, pułkownik husarski, który w roku 1649 przedarł się z oblężonego Zbaraża do króla Jana Kazimierza – pierwowzór sienkiewiczowskiej postaci Jana Skrzetuskiego. Henryk Sienkiewicz pomylił się wpisując w „Trylogii” imię ojca Mikołaja, Jana.
- Włodzimierz B. Krzyżanowski, absolwent Liceum św. Marii Magdaleny, generał brygady Armii Stanów Zjednoczonych, dowódca 58 Regimentu Piechoty Nowego Jorku (tzw. „Legionu Polskiego”) podczas wojny secesyjnej, pracował w amerykańskiej administracji Alaski.